# Diederik Foubert
Diederik Foubert (* 12. Juli 1961 in Berchem (Antwerpen)) ist ein ehemaliger belgischer Radrennfahrer und nationaler Meister im Radsport.

## Sportliche Laufbahn
Foubert war Bahnradsportler. Er war Teilnehmer der Olympischen Sommerspiele 1980 in Moskau. Dort bestritt er die Mannschaftsverfolgung. Das belgische Team mit Foubert, Jan Blomme, Jozef Simons und Joseph Smeets belegte den 10. Platz.
1980 gewann er als Junior den nationalen Titel im Zweier-Mannschaftsfahren mit Tony De Preter als Partner. Im Meisterschaftsrennen im 1000-Meter-Zeitfahren wurde er Zweiter hinter Jan Blomme. 1981 gewann er dann den Titel vor Blomme. Auch den Titel im Punktefahren holte er sich. Mit Roger Ilegems, Etienne Ilegems und Romain Costermans gewann Foubert die Meisterschaft in der Mannschaftsverfolgung. Hinter Stefaan De Craene wurde er Vize-Meister im Sprint, im Zweier-Mannschaftsfahren gewann er ebenfalls eine Silbermedaille. Bei den nationalen Meisterschaften im Bahnradsport 1982 gewann er drei Titel. Er entschied das Punktefahren, das Zweier-Mannschaftsfahren und das Omniumrennen für sich. Im Dezember siegte er im Sechstagerennen für Amateure von Nouméa mit Daniel Gisiger als Partner. Dazu kamen einige Siege in Straßenrennen.
Nachdem er erneut belgischer Amateurmeister im Zeitfahren und im Punktefahren geworden war und einige Erfolge auf der Straße verzeichnen konnte, wurde er 1983 Berufsfahrer im belgischen Radsportteam Safir. In jener Saison siegte er im Eintagesrennen Circuit de Wallonie. 
1985 gewann er das Rennen Nokere Koerse. 1984 wurde er 85. in der Vuelta a España, 1985 schied er aus dem Etappenrennen aus. Er blieb bis 1985 als Profi aktiv. Ab 1986 startete er wieder als Amateur. Er gewann 1986 eine Etappe der Tour de la Province de Liège und wurde mit Rik Van Slycke Vize-Meister im Zweier-Mannschaftsfahren.